# (11436) 1969 QR
(11436) 1969 QR est un astéroïde de la ceinture principale découvert en 1969.

## Description
(11436) 1969 QR a été découvert le 22 août 1969 à Bergedorf par Luboš Kohoutek.

### Caractéristiques orbitales
L'orbite de cet astéroïde est caractérisée par un demi-grand axe de 2,22 UA, un périhélie de 1,91 UA, une excentricité de 0,14 et une inclinaison de 7,35° par rapport à l'écliptique. Du fait de ces caractéristiques, à savoir un demi-grand axe compris entre 2 et 3,2 UA et un périhélie supérieur à 1,666 UA, il est classé, selon la JPL Small-Body Database, comme objet de la ceinture principale.

### Caractéristiques physiques
(11436) 1969 QR a une magnitude absolue (H) de 14,3 et un albédo estimé à 0,257.